# Euphorbia pilosissima
Euphorbia pilosissima är en törelväxtart som beskrevs av Susan Carter. Euphorbia pilosissima ingår i släktet törlar, och familjen törelväxter. Inga underarter finns listade i Catalogue of Life.